# Województwo grodzieńskie (1793)

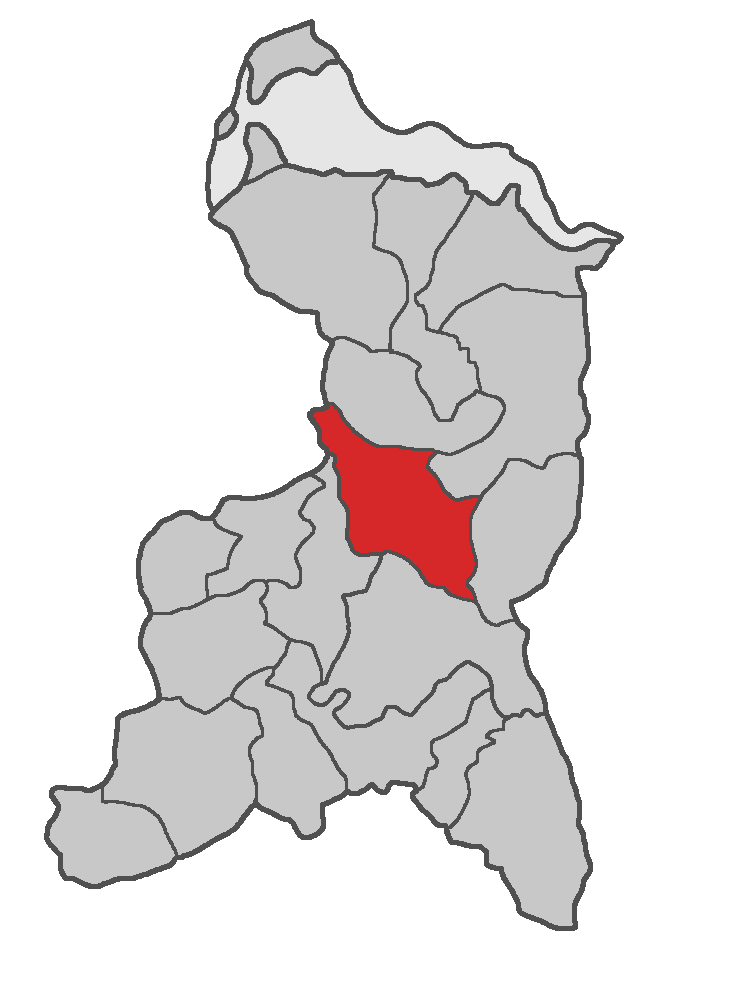
Województwo grodzieńskie na tle województw utworzonych na sejmie grodzieńskim

Województwo grodzieńskie zostało utworzone na sejmie grodzieńskim 23 listopada 1793 r. ze stolicą w Grodnie. Nie zostało w pełni zorganizowane w związku z rozpoczęciem insurekcji kościuszkowskiej.
Województwo miało mieć w Sejmie dwóch senatorów (wojewodę i kasztelana) i sześciu posłów wybieranych na cztery lata (po dwóch z każdej ziemi).
Województwo dzieliło się na trzy ziemie:
- grodzieńską składającą się z parafii: grodzieńskiej, jezierskiej, teolińskiej, hoskiej, kwasowskiej, mostowskiej, ejsymontowskiej, lipskiej, krasnoborskiej, kamionskiej, indurskiej, łuniańskiej, Brzostowicy Wielkiej, raczkowskiej, wygierskiej, filipowskiej, przeroślskiej, wiżańskiej, jeleniowskiej, krasnopolskiej, sejnenskiej, berznickiej, janowieckiej, szniborskiej i bakałarzewskiej
- wołkowyską składającą się z dawnych parafii, oprócz parafii jałowskiej przyłączonej do ziemi sokolskiej; oraz parafii replanskiej i wołpieńskiej
- sokolską składającą się z pozostałych parafii powiatu grodzieńskiego, oprócz tych przyłączonych do ziemi mereckiej, oraz parafii jałowskiej.

Wojewodą został mianowany Antoni Suchodolski.